# Ninkyō Tensei: Isekai no Yakuza Hime
Ninkyō Tensei: Isekai no Yakuza Hime (任侠転生 –異世界のヤクザ姫– Ninkyō Tensei –Isekai no Yakuza Hime–?, lit. Reencarnación yakuza: Princesa yakuza de otro mundo), también conocida como Yakuza Reincarnation en inglés, es una serie de manga japonesa escrita por Takeshi Natsuhara y Hiroki Miyashita e ilustrada por Miyashita. Ha sido serializada en la revista de manga seinen Monthly Sunday Gene-X de Shogakukan desde julio de 2019, con su capítulos recopilados en 14 volúmenes tankōbon a partir de abril de 2024.

## Sipnosis
Un anciano yakuza del Japón moderno considerado de buen corazón terminó muriendo de un altercado durante su trabajo. De repente, cuando recobra la consciencia al despertar, descubre que se encuentra en un mundo de fantasía y se había reencarnado en el cuerpo de una joven princesa pero conservando su tatuaje en la espalda y su fuerza; sin embargo, el anciano poco a poco empieza a tomar la situación con calma sin molestarse en ningún comportamiento majestuoso o femenino. Ninguno de los sirvientes de la princesa imperial se da cuenta de que su dama como la conocían se ha ido, pero siguen el ejemplo del anciano renacido para reconstruir el territorio de la princesa con la caballerosidad yakuza.

## Contenido de la obra
Ninkyō Tensei: Isekai no Yakuza Hime está escrito por Takeshi Natsuhara y Hiroki Miyashita e ilustrado por Miyashita. Comenzó en la revista de manga seinen Monthly Sunday Gene-X de Shogakukan el 19 de julio de 2019. Shogakukan ha recopilado sus capítulos en volúmenes tankōbon individuales y el primer volumen se publicó el 17 de enero de 2020. Al 18 de abril de 2024, se publicaron 14 volúmenes.
En julio de 2021, Seven Seas Entertainment anunció que había obtenido la licencia del manga para su lanzamiento en inglés en Norteamérica, para comenzar a publicarse en marzo de 2022.

### Lista de volúmenes
| N.º | Fecha de lanzamiento    | ISBN original          |
| --- | ----------------------- | ---------------------- |
| 1   | 17 de enero de 2020     | ISBN 978-4-09-157585-2 |
| 2   | 19 de junio de 2020     | ISBN 978-4-09-157600-2 |
| 3   | 19 de noviembre de 2020 | ISBN 978-4-09-157613-2 |
| 4   | 19 de febrero de 2021   | ISBN 978-4-09-157624-8 |
| 5   | 19 de mayo de 2021      | ISBN 978-4-09-157634-7 |
| 6   | 19 de agosto de 2021    | ISBN 978-4-09-157650-7 |
| 7   | 17 de diciembre de 2021 | ISBN 978-4-09-157665-1 |
| 8   | 19 de abril de 2022     | ISBN 978-4-09-157676-7 |
| 9   | 19 de agosto de 2022    | ISBN 978-4-09-157684-2 |
| 10  | 19 de diciembre de 2022 | ISBN 978-4-09-157717-7 |
| 11  | 18 de abril de 2023     | ISBN 978-4-09-157751-1 |
| 12  | 18 de agosto de 2023    | ISBN 978-4-09-157780-1 |
| 13  | 19 de diciembre de 2023 | ISBN 978-4-09-157789-4 |
| 14  | 18 de abril de 2024     | ISBN 978-4-09-157819-8 |